# Tillaea
Tillaea là một chi thực vật có hoa trong họ Crassulaceae.